# Servet Çetin
Servet Çetin (ur. 17 marca 1981 roku w Tuzluce, Iğdır) – turecki piłkarz występujący na pozycji środkowego obrońcy. Od 2014 gra w Mersin İdman Yurduze.

## Kariera klubowa
Servet Çetin zawodową karierę rozpoczynał w 1998 roku w zespole Kartalspor. W 2001 roku został zawodnikiem Göztepe A.Ş., a w 2002 roku podpisał kontrakt z Denizlispor. W obu tych drużynach nie miał problemu z wywalczeniem sobie miejsca w podstawowej jedenastce. Na początku sezonu 2003/2004 Çetin przeniósł się do Fenerbahçe SK, w barwach którego zadebiutował 27 września 2003 roku w meczu przeciwko Gençlerbirliği SK zastępując w 87 minucie Tuncaya Şanlıego. Razem z ekipą „Żółtych Kanarków” Turek dwa razy z rzędu zdobywał mistrzostwo kraju. W Fenerbahçe Çetin pełnił rolę rezerwowego, jednak dosyć regularnie dostawał szanse gry. Łącznie rozegrał 57 ligowych pojedynków, po czym trafił do Sivasspor. Z nowym klubem turecki obrońca zajął siódme miejsce w tabeli, a po zakończeniu rozgrywek, 15 kwietnia 2007 roku podpisał trzyletni kontrakt z Galatasaray SK. W drużynie „Lwów” nie miał problemu ze znalezieniem sobie miejsca w pierwszym składzie. W debiutanckim sezonie wystąpił w 33 spotkaniach i zdobył tytuł mistrza Turcji.
W 2012 roku przeszedł do Eskişehirsporu.

## Kariera reprezentacyjna
Çetin ma za sobą występy w młodzieżowych reprezentacjach Turcji oraz drużynie B. W dorosłej kadrze zadebiutował 30 kwietnia 2003 roku w przegranym 4:0 pojedynku z Czechami, kiedy to na boisku pojawił się w 85 minucie meczu. W maju 2008 roku Fatih Terim powołał go do kadry pierwszej reprezentacji na mistrzostwa Europy, na których Turcy dotarli do półfinału.
| Lata      | Reprezentacja | Występy | Gole |
| --------- | ------------- | ------- | ---- |
| 1998      | Turcja U-17   | 1       | 0    |
| 1998      | Turcja U-18   | 1       | 0    |
| 2002-2003 | Turcja U-21   | 17      | 0    |
| 2006      | Turcja B      | 1       | 0    |